# 殷莉
殷莉（英文名：Josephine Yan），1976年10月16日—）香港亞視新聞財經節目主持人及監製，美國加州大學（UC, Berkeley）攻讀傳理系，基督徒，曾於1998年參選香港小姐競選，並奪得「國際親善小姐」獎項，並入圍最後十二強。
2007年，殷加入亞洲電視，擔任亞視新聞財經頻道（已停播）主播，以及《理財博客》主播。
2012年，殷移居馬來西亞。

## 有償新聞爭議
2011年，有報章報道殷將主持的《走進上市公司》，並同時兼任監製一職。此為一個具有廣告成分的財經節目，有傳殷打算安排此節目的部分片段在新聞財經節目內播出，加上殷莉本身並沒有參與新聞部的日常運作，但卻獲管理層給予「掛名」銜頭（「首席主播」和「首席記者」），因此惹起新聞部員工不滿。

### 召開記者會
2011年8月23日，亞視罕有地為殷莉安排舉行記者會交代自己的新聞工作履歷，但就沒有管理層及新聞部高層陪同出席。
殷莉於會上強調《走進上市公司》是個資訊節目，據她理解，根據《廣播條例》資訊節目可以含有廣告成分，《理財博客》如很多財經資訊節目一樣，也有滲入商業產品的贊助，但就否認打算將《走進上市公司》節目內容滲入《理財博客》播出。記者會上亦公開了亞視新聞部的架構分為兩部分：新聞節目和資訊節目，殷莉是受聘於後者，而且她九月會升職做「監製兼項目總監」，不再是「首席主播」和「首席記者」身分。

### 與新聞部激化矛盾
亞視亦在當晚黃金時間停播本港台原有節目並插播此記者會，但有報道指電視版本是經過刪剪，一些敏感內容以至殷莉眼泛淚光的鏡頭全部被刪剪，有員工認為管理層刻意「避重就輕」。有報章報道在場的亞視記者對事件不斷提出尖銳問題，如殷莉表示自己受到梁家榮的祝福，但場內的亞視記者質疑「梁家榮一直沒有參與《走進上市公司》內涉及廣告成分的工作，也沒有『祝福』她擔任兩個節目的主持」，並質疑未有新聞部主管陪同殷出席記招。該台記者又質問殷莉，擔任監製後會否繼續以記者身分「拉廣告」。面對同台記者的連串追問，殷莉一動激動落淚，並謂「若傳媒生存不到，新聞怎樣生存呢？我現在講緊的是傳媒行業，我不想大家再分你與我」。
亞視新聞部兩大前主管梁家榮和譚衛兒本身皆反對《走進上市公司》滲入廣告贊助的做法，認為「有償新聞」會影響新聞公信力。當時亦有報章報道，梁家榮曾為殷莉在記者會稱自己由新聞部聘用而與鄺凱迎作過激烈抗議，有說梁更要求鄺將殷莉調離新聞部。
及後，有公關界人士向《明報》報料，指亞視曾對向外開出《走進上市公司》的訪問及製作價目，；而爆出前任新聞部主管梁家榮辭職事件之後，亞視新聞部更主動跟進《走》一節目的「有償新聞」爭議，不但邀請學者評論事件，甚至於畫面公開相關節目的贊助價目單張，可見新聞部與高層的矛盾更趨激化。

## 曾主持節目
- 慧珊時尚坊
- 香港望族
- CCTV中國年度經濟人物（香港論壇）
- 中國十大經濟人物
- 理財博客（兼任監製）
- 走進上市公司（兼任監製）

## 相關連結
- 《殷莉記者招待會 （页面存档备份，存于）》
- 《aTV2 新聞財經頻道主播 - 殷莉 （页面存档备份，存于）》